# ルワンダにおけるLGBTの権利
本稿、ルワンダにおけるLGBTの権利では、ルワンダにおけるLGBTの法的状況について扱う。

## 概要
ルワンダにおいては、同性愛に関する特別な法的規制が存在しないため、2009年現在のところ同性愛は合法である。同国において結婚が法的に可能となる年齢は18歳であるが、性的指向やジェンダーに関する法的な規定は存在しない。

## 法的議論
2009年12月16日、ルワンダ政府は同性愛を犯罪とし、5-10年間の懲役刑とする法案の制定について議論を行った。この法案は、隣国のウガンダで物議を醸している反同性愛法案（en:Uganda Anti-Homosexuality Bill）と類似した法案であり、同性愛を犯罪とし、特に未成年者や身体障害者と関係を持った場合、違反者がHIV陽性であった場合、同性愛による再犯の場合には死刑を適用とするものである。なお、ウガンダの同法案では上記内容に加え、家族や知人が同性愛者と知りながら通報しなかった場合、通報しなかった者も逮捕の対象となっているが、ルワンダの法案には同様の条項は含まれていない。
このルワンダにおける同性愛の規制法案が提出された後、同国の法務大臣は"政府は、同性愛者ならば誰でも犯罪として取り締まる、ということは意図していない（the government has no intentions whatsoever to criminalize homosexuality）"と述べた。